# Симфонія № 13 (Шостакович)
Симфонія № 13 сі-бемоль мінор, тв. 113 — симфонія Дмитра Дмитровича Шостаковича, написана в 1962 році. Вперше виконана 18 грудня 1962 року Московським філармонічним оркестром під керуванням К. Кондрашина та хором Інституту ім. Гнєсіних
Ця симфонія продовжує лінію програмних симфоній Д.Шостаковича. Це — симфонія-ораторія, плакатна по музичній мові, присвячена актуальним проблемам цивільної моральності, бичуючи криваві злочини расизму, вона славить народний гумор, щиросердечну красу й довготерпіння російської жінки, безкорисливе служіння істині. Симфонія написана на слова Є. О. Євтушенка. Симфонія складається з п'яти частин:
1. Adagio. Бабин Яр
2. Allegretto. Гумор
3. Adagio. В магазині
4. Largo. Жахи (рос. Страхи)
5. Allegretto. Кар'єра

Написана для великого симфонічного оркестру, баса соло й хору басів.

### Передумови
Інтерес Шостаковича до єврейської тематики простежується з 1943 р., коли він оркестрував оперу «Скрипка Ротшильда» єврейського композитора Веньяміна Флейшмана. Ця робота містила риси, що стали типовими для єврейських творів Шостаковича — фригійський лад із збільшеною терцією та дорійський лад із збільшеною квартою; серії з двох нот на одній висоті в ямбічному ритмі, стандартні акомпанементи до єврейської музики клезмер тощо. Після завершення опери Д. Шостакович використовував подібні звороти у багатьох творах, зокрема у Другому фортепіанному тріо, Першому скрипковому концерті, Четвертому струнному квартеті, пісенному циклі З єврейської народної поезії, 24 прелюдіях та фугах та чотирьох монологах на тексти Пушкіна. Написання цих творів приблизно збіглося з санкціонованим державою антисемітизмом, що панував у Росії в ті роки, в рамках антизахідної кампанії Ждановщини. Шостакович так пояснював свій інтерес до єврейської народної музики пояснюючи: «Відмінною рисою єврейської музики є здатність будувати веселу мелодію на сумних інтонаціях. Чому людина співає веселу пісню? Бо їй в душі сумно».
У 13-й симфонії Шостакович не використовував єврейських інтонацій, натомість текст був зрозумілим і без них.
Е. Вільсон свідчить, що Шостакович завжди ненавидів антисемітизм. С. Волкову також свідчить про розмови з композитором про злочини у Бабіному Яру та становище євреїв у Радянському Союзі, Вірш Євтушенка « Бабин Яр» з'явився у «Литературной газете» у вересні 1961 р., одночасно з публікацією роману Олександра Солженіцина «Один день із життя Івана Денисовича в Новому Мирі» під час сплеску антисталінської літератури в часи головування Микити Хрущова. Видавці стали отримувати більше антисталінських романів, оповідань та спогадів. Незабаром ця примха згасла.

### Історія створення
Спочатку симфонія задумувалася як одночастинна «вокально-симфонічна поема». До кінця травня Шостакович знайшов ще три вірші Євтушенка, що змусило його розширити твір до багаточастинної хорової симфонії, доповнивши тему Бабиного Яра іншими віршами Євтушенка про радянські злочини. Євтушенко написав текст для 4-ї частини «Страхи» на прохання композитора. Композитор завершив ці чотири частини протягом шести тижнів, завершивши симфонію 20 липня 1962 року під час перебування в лікарні. Звільнившись того дня, він поїхав нічним поїздом до Києва, щоб показати партитуру басу Борису Гмирі, яким особливо захоплювався і просив його заспівати сольну партію у творі. Звідти він поїхав до Ленінграда, щоб представити партитуру диригенту Євгенію Мравінському.

За спогадами Євтушенка, якому композитор грав партитуру симфонії:
. . . Я був приголомшений, і насамперед його вибором таких очевидно різнорідних віршів. Мені ніколи не спало на думку, що їх можна так об'єднати. У своїй книзі [ Хвиля руки ] я не ставив їх поруч. Але тут весела, юнацька, антибюрократична «кар'єра» та вірш «Гумор», сповнений нестримних рядків, були пов'язані з меланхолійним та графічним віршем про втомлених російських жінок, що стояли в черзі в магазині. Потім з'явився «Страх в Росії вмирає». Шостакович інтерпретував це по-своєму, надаючи глибини та розуміння, яких раніше бракувало поемі. . . . Пов'язавши так усі ці вірші, Шостакович повністю змінив мене як поета.
Євтушенко додав щодо композиторської постановки «Бабі Яр», що «якби я міг писати музику, я б написав її точно так, як це робив Шостакович. . . . Його музика зробила вірш більшим, змістовнішим та потужнішим. Одним словом, вірш став набагато кращим»

### Перешкоди
На той час, коли Шостакович завершив першу частину 27 березня 1962 р., Євтушенка вже розкритикували. Агенти Хрущова провели кампанію з метою його дискредитації, звинувативши поета в тому, що той ставить страждання єврейського народу вище, ніж страждання росіян. Інтелігенція називала його «поетом будуарів» — іншими словами, моралістом. Шостакович захищав поета в листі від 26 жовтня 1965 р. до його учня Бориса Тищенка:
Щодо того, що таке «моралізуюча» поезія, я не зрозумів. Чому, як ви стверджуєте, це не «серед найкращих». Мораль — сестра-близнюк совісті. І оскільки Євтушенко пише про совість, дай Бог йому всього найкращого. Щоранку, замість ранкових молитов, я читаю — ну, читаю по пам'яті — два вірші Євтушенка, «Черевики» та «Кар'єра». «Черевики» — це совість . «Кар'єра» — це мораль . Не слід позбавляти совісті. Втратити совість — це втратити все.
Для партії виконання критичних текстів на публічному концерті із симфонічною підтримкою мало набагато більший вплив, ніж просто приватне читання тих самих текстів вдома. Відтак, закономірно, Хрущов критикував вірші до прем'єри симфонії, і пригрозив зірвати прем'єр. Шостакович згадував:
Хрущов не судив музику в цьому випадку, його розлютила поезія Євтушенка. Але деякі бійці на музичному фронті справді оживились. От, бачите, Шостакович ще раз виявив себе неблагонадійним. Давай його! І почалася огидна отруйна кампанія. Намагалися всіх відлякати від нас з Євтушенком.
До середини серпня 1962 року співак Борис Гмиря відмовився від прем'єри під тиском місцевого комітету партії. У листі до композитора, він стверджував, що, зважаючи на сумнівний текст, він відмовляється виконувати твір. Незабаром диригент Євген Мравінський також відмовився, хоча він виправдовувався з інших, крім політичних причин. Тоді Шостакович звернувся до диригента Кирила Кондрашина, та залучив вокалістів Віктора Нечипайла та Віталія Громадського на випадок, якщо буде потрібна заміна. Нечипайло відмовився в останню хвилину (щоб замінити у Великому театрі співака, якому було наказано «захворіти» перед виставою «Дон Карлос» Верді, згідно з автобіографією Вишневської «Галина: Російська історія», сторінка 278). Кондрашина також попросили відмовитися, але він не піддався. Потім на нього чинили тиск, щоб він скинув першу частину.

### Прем'єра
Офіційне втручання тривало протягом усього дня концерту. Камери, спочатку заплановані для телевізійної передачі, були шумно демонтовані. Весь хор погрожував піти; але відчайдушний виступ Євтушенка стримав хористів. Прем'єра нарешті продовжилася за порожньої урядової ложі, але повній глядацькій залі. Публіка зустріла симфонію гуними оваціями. Кондрашин згадував: «Наприкінці першої частини глядачі почали аплодувати та істерично кричати. Атмосфера була досить напруженою і я махнув їм рукою, щоб заспокоїлись. Ми почали грати відразу другу частину, щоб не поставити Шостаковича в незручне становище». Скульптор Ернст Нєізвестний, який був присутній, сказав: «Це було головним! Було відчуття, що відбувається щось неймовірне. Цікавою частиною було те, що коли симфонія закінчилася, спочатку не було оплесків, просто надзвичайно довга пауза — така довга, що я навіть подумав, що це може бути якась змова. Але тоді аудиторія вибухнула бурхливими оплесками з криками „Браво!“»

### Змінені рядки
Кондрашин двічі виконував Тринадцяту симфонію; третє виконання було призначено на 15 січня 1963 року. Однак на початку 1963 року Євтушенко, як повідомляється, опублікував другу, політично коректнішу версію «Бабиного Яру», вдвічі більшу за довжину оригіналу. Тривалість нової версії можна пояснити не лише змінами у змісті, але й помітною різницею у стилі письма. Можливо, Євтушенко навмисно змінив свій стиль розповіді, аби було зрозуміло, що модифікована версія тексту — це не те, що він спочатку задумав. Не бажаючи покладати музику на нову версію, але знаючи, що оригінальна версія не мала шансів на концертне виконання, композитор погодився на виконання нової версії, але не додав нових рядків до рукопису симфонії.
Навіть із зазначеними зміненими рядками симфонія отримала відносно невелику кількість вистав — дві з переробленим текстом у Москві в лютому 1963 року, одна вистава у Мінську (з оригінальним текстом) незабаром після цього, а також Горького, Ленінграда та Новосибірська. Після цих вистав твір був фактично заборонений у радянському блоці, прем'єра твору у Східному Берліні відбулася лише тому, що місцевий цензор забув заздалегідь звільнити виставу з Москвою. Тим часом копія партитури з оригінальним текстом була незаконно вивезена на Захід, де її прем'єра була записана в січні 1970 року оркестром Філадельфії під керівництвом Євгена Орманді .
Друга частина — «Страхи» найбільш жорстоко критикувалася бюрократами. Щоб зберегти симфонію, було змінено сім рядків вірша, замінивши згадки про ув'язнення без суду на зневагу до бідних та страх, який переживають художники.

### Хорова симфонія чи симфонічна кантата?
Написана для баритону, чоловічого хору та оркестру, симфонія може розглядатися скоріше як симфонічна кантата або оркестровий вокальний цикл, ніж як хорова симфонія. Музика, маючи власне життя та логіку, залишається тісно прив'язаною до текстів. Приспів, що виконується послідовно в унісон, часто створює враження хорової декламації, тоді як фрагменти сольного баритону нагадують речетатив. Однак Шостакович надає симфонічну загальну форму — драматичну першу частину, скерцо, дві повільні частини та фінал, що цілком відповідає формі симфонічного циклу.

### Вплив Мусоргського
Оркестрування Шостаковичем «Бориса Годунова», «Хованщини», «Пісні і танці смерті» Модеста Мусоргського мала важливе значення як для Тринадцятої симфонії, так і для пізньої творчості Шостаковича. Шостакович написав більшу частину своєї вокальної музики після вивчення творчості Мусоргського і його методу написання для голосу з невеликими інтервалами, тональними повтореннями та увагою до декламації, що характерно творчості Мусоргського. Згідно зі свідченням С. Волкова, Шостакович говорив, що «[спілкування] з Мусоргським прояснює щось важливе для мене у моїй власній творчості... Щось із Хованщини було перенесено в Тринадцяту симфонію».